# Xiong Qu
Xiong Qu (chinois : 熊渠) est le sixième vicomte de Chu. Son règne, dont les dates exactes sont inconnues, a lieu au début de la période de la dynastie Zhou (1046–256 av. J.C). Il succède a son père Xiong Yang.
Selon le Shiji, Xiong Kang, le fils de Qu, meurt alors que son père est encore au pouvoir et c'est Xiong Zhi, le frère de Kang, qui devient le nouveau vicomte a la mort de ce dernier. Par contre, selon le Zuo Zhuan, les Discours des royaumes et les lamelles de bambou de Tsinghua, c'est bien Xiong Kang qui monte sur le trône à la mort de Xion Qu et Xiong Zhi est le fils, non le frère de Kang .